# Scindapsus maclurei
Scindapsus maclurei (Merr.) Merr. & F.P.Metcalf – gatunek wieloletnich, wiecznie zielonych pnączy z rodziny obrazkowatych, pochodzących z Hajnanu w Chinach.